# Hansescher Hof

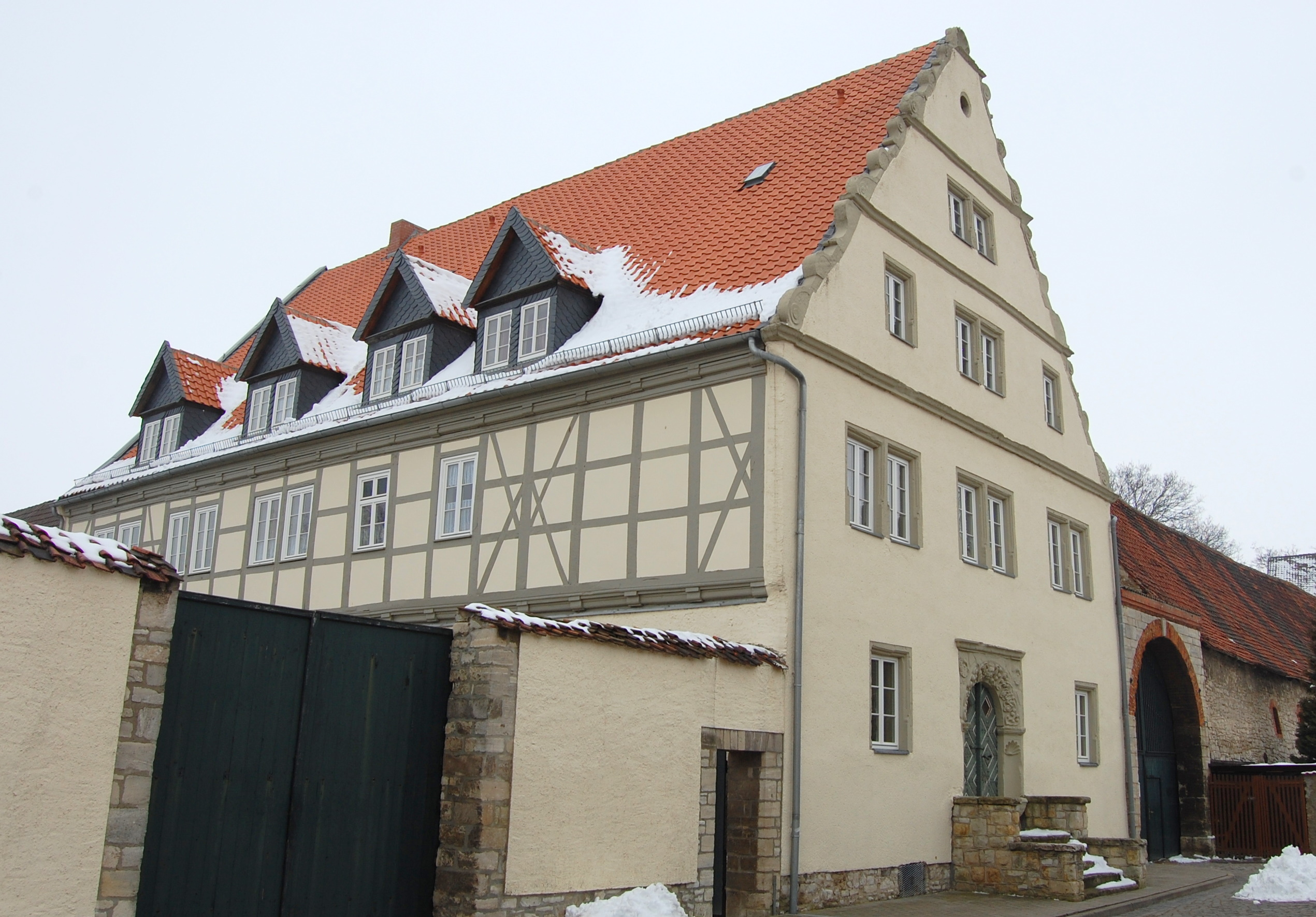
Hansescher Hof

Der Hansesche Hof ist ein denkmalgeschütztes Gebäude im zur Stadt Oschersleben (Bode) gehörenden Ortsteil Stadt Hadmersleben in Sachsen-Anhalt.
Der Hof befindet sich an der Adresse Kirchstraße 3. Er entstand in den Jahren 1649 bis 1652 als Adelshof der Familie Hanse. Der große Vierseitenhof verfügt über ein straßenseitig, an der Nordwestseite des Hofs stehendes Wohnhaus. Der dreiteilige Giebel ist verputzt und mit kleinen Voluten und Obelisken verziert. Bemerkenswert ist das geschmückte Sitznischenportal. Die Hoffassade des Hauses verfügt im Obergeschoss über ein Fachwerk mit profilierten Schwellen.